# 4924 Hiltner
4924 Hiltner este un asteroid din centura principală, descoperit pe 2 martie 1981, de Schelte Bus.